# Тринчи, Налло
Налло Тринчи (Nallo Trinci) (ум. 1321) — первый сеньор Фолиньо (1305—1321) из рода Тринчи.
Сын Тринча I Тринчи (ум. 1298), подеста Фолиньо с 1289, и его жены Катарины Раньери. Правнук родоначальника рода — Коррадо по прозвищу Тринча (ум. ок. 1250), капитана милиции в Фолиньо. Тот, в свою очередь, считается потомком Мональдо, лангобардского графа Ночеры (ум. ок. 995).
После смерти отца — предводитель гвельфов Фолиньо. В 1305 году, 23 июня, при поддержке папы изгнал из города Коррадо Анастази — вождя гибеллинов. При этом он воспользовался благоприятным моментом, когда перуджийские войска под командованием Филиппо Бигаццини и Альфредуччо да Альвиано, направленные против гибеллинов Сполето, проходили через территорию коммуны Фолиньо. Пр призыву Налло Тринчи они вошли в город, и Налло 24 июня был избран гонфалоньером и капитаном народа. 
Коррадо Анастази дважды, в 1309 и 1313, во время приезда в Италию императора Генриха VII, пытался вернуться в Фолиньо, но Налло Тринчи смог сохранить свою власть. Его потомки правили городом до 1439 года.
Жена — Кьяра Габриэлли. Известны 10 их детей:
- Пьетро (ум. 1320), епископ Сполето с 1306
- Паоло (1301-1364), епископ Фолиньо с 1326
- Коррадо I (ум. 1343), сеньор Фолиньо с 1338
- Уголино II (ум. 1353), сеньор Фолиньо с 1343
- Лучиано
- Оффредо
- Чиоло
- Ваньоцио
- Агата, жена Лудовико Кардоли
- Контесса.

Налло Тринчи умер в 1321 году. Его преемниками стали сначала брат - Уголино I (ум. 1338), затем сыновья.